# SN 2005ep
SN 2005ep – supernowa typu IIn odkryta 30 września 2005 roku w galaktyce UGC 10626. W momencie odkrycia miała maksymalną jasność 18,00m.